# Tô Lâm
Tô Lâm (sinh ngày 10 tháng 7 năm 1957) là một chính trị gia người Việt Nam. Ông hiện đang giữ chức vụ Tổng Bí thư Ban Chấp hành Trung ương Đảng Cộng sản Việt Nam, Bí thư Quân ủy Trung ương kể từ ngày 3 tháng 8 năm 2024. Ngoài ra, ông còn đang đảm nhiệm các chức vụ Trưởng Ban Chỉ đạo Trung ương về phòng chống tham nhũng, tiêu cực và Đại biểu Quốc hội Việt Nam khóa XV nhiệm kì 2021–2026, thuộc Đoàn Đại biểu Quốc hội thành phố Hà Nội. Trước đó, ông từng giữ chức Bộ trưởng Bộ Công an từ ngày 9 tháng 4 năm 2016 đến ngày 22 tháng 5 năm 2024 sau đó được bầu chức Chủ tịch nước Cộng hoà xã hội chủ nghĩa Việt Nam từ ngày 22 tháng 5 năm 2024 đến ngày 21 tháng 10 năm 2024 sau khi Lương Cường được Quốc hội bầu làm Chủ tịch nước Cộng hoà xã hội chủ nghĩa Việt Nam.
Tô Lâm là đảng viên từ năm 1981. Ông có học hàm Giáo sư Khoa học An ninh, học vị Tiến sĩ Luật học, Cao cấp lí luận chính trị, cấp hàm Đại tướng Công an nhân dân Việt Nam, là Ủy viên Bộ Chính trị khóa XII, XIII, Ủy viên Ban Chấp hành Trung ương Đảng khóa XI, XII, XIII, từng giữ các chức vụ Bí thư Đảng ủy Công an Trung ương, Bộ trưởng Bộ Công an, Thứ trưởng Bộ Công an và Tổng cục trưởng Tổng cục An ninh I. Ông được cho là đã lãnh đạo chiến dịch chống lại những người bất đồng chính kiến, đàn áp các tổ chức xã hội dân sự, thắt chặt kiểm soát internet và lên kế hoạch truy bắt và dẫn độ Trịnh Xuân Thanh.
Ngày 22 tháng 5 năm 2024, sau khi Võ Văn Thưởng từ chức 2 tháng trước đó, Tô Lâm được Quốc hội Việt Nam khóa XV bầu làm Chủ tịch nước. Chỉ chưa đầy 3 tháng sau, vào ngày 3 tháng 8 năm 2024, ông được Ban Chấp hành Trung ương Đảng khoá XIII bầu làm Tổng Bí thư tại Hội nghị Trung ương bất thường khóa XIII, kế nhiệm Tổng Bí thư Nguyễn Phú Trọng vừa từ trần 2 tuần trước đó. Việc này đưa Tô Lâm trở thành người thứ tư trong lịch sử chính trị Việt Nam giữ đồng lúc cả chức vụ đứng đầu Đảng và đứng đầu Nhà nước trong cùng một khoảng thời gian, sau Hồ Chí Minh, Trường Chinh và Nguyễn Phú Trọng. Ông đã kiêm nhiệm chức Chủ tịch nước đến tháng 10 cùng năm, khi Quốc hội bầu Lương Cường lên thay thế để đảm bảo nguyên tắc lãnh đạo tập thể của Đảng là không nhất thể hóa 2 chức danh cao nhất cho 1 người nắm giữ, khiến ông trở thành Chủ tịch nước có nhiệm kỳ ngắn nhất Việt Nam chỉ sau 5 tháng cầm quyền. Ông được cho là đã tiếp tục Chiến dịch đốt lò do người tiền nhiệm của ông là cố Tổng Bí thư Nguyễn Phú Trọng khởi xướng. 

## Xuất thân và giáo dục
Tô Lâm sinh ngày 10 tháng 7 năm 1957, quê quán tại thôn Tam Kỳ, làng Xuân Cầu, xã Nghĩa Trụ, huyện Văn Giang, tỉnh Hưng Yên, Việt Nam Dân chủ Cộng hòa. Ông là con trai cả của Anh hùng Lực lượng vũ trang nhân dân, Đại tá Tô Quyền, nguyên Giám đốc Công an tỉnh Hải Hưng, nguyên Cục trưởng Cục Cảnh sát Giao thông và Cục trưởng Cục Cảnh sát quản lý trại giam, cơ sở giáo dục và trường giáo dưỡng. Cha của ông, tham gia cách mạng, vào Nam hoạt động phục vụ Trung ương Cục những năm 1966 – 1975, đã lấy tên của ông làm biệt danh của mình, được gọi là anh Tư Tô Lâm, chú Tư Tô Lâm.
Ông lớn lên ở miền Bắc, theo học phổ thông, tốt nghiệp phổ thông: 10/10.
Với hình tượng của bố, Tô Lâm theo học lĩnh vực an ninh. Tháng 10 năm 1974, ông là học viên khóa sáu của Trường Công an Trung ương, sau đổi tên thành Đại học An ninh nhân dân, nay là Học viện An ninh nhân dân. Tháng 7 năm 1979, ông tốt nghiệp Học viện. Sau đó, ông theo học và nghiên cứu lĩnh vực pháp luật, nhận bằng Tiến sĩ Luật học. Ngày 22 tháng 10 năm 2015, ông được phong học hàm Giáo sư ngành Khoa học An ninh.
Tô Lâm được kết nạp Đảng Cộng sản Việt Nam vào ngày 22 tháng 8 năm 1981, trở thành đảng viên chính thức vào ngày 22 tháng 8 năm 1982. Trong quá trình hoạt động Đảng và Nhà nước, ông theo học các khóa tại Học viện Chính trị Quốc gia Hồ Chí Minh, nhận bằng Cao cấp lý luận chính trị.
Ông hiện cư trú tại phố Phan Đình Phùng, phường Quán Thánh, quận Ba Đình, Hà Nội.

## Khởi đầu sự nghiệp chính trị

### Công an nhân dân
Sau khi tốt nghiệp đại học về lĩnh vực an ninh, Tô Lâm bắt đầu sự nghiệp Công an nhân dân Việt Nam của mình. Tháng 10 năm 1979, ông được phân công vị trí công tác ở Cục Bảo vệ chính trị I, Bộ Nội vụ. Trong lịch sử của công an nhân dân, giai đoạn 1975 – 1998, Bộ Công an và một phần lớn cơ cấu Bộ Nội vụ được hợp nhất thành một bộ mới lấy tên là Bộ Nội vụ, chịu trách nhiệm và vai trò hoàn toàn tương tự ngành công an, bao gồm an ninh, cảnh sát và phòng cháy, chữa cháy. Trong khoảng thời gian 10 năm 1979 – 1988, ông công tác ở đơn vị Cục Bảo vệ chính trị I, Tổng cục An ninh. Tháng 12, năm 1988, ông được bổ nhiệm làm Phó Trưởng phòng của Cục, rồi trở thành Trưởng phòng thuộc Tổng cục An ninh, Bộ Nội vụ, giai đoạn 1990 – 1993.
Thời kỳ 1993 – 2006, Tô Lâm giữ chức vụ Phó Cục trưởng Cục Bảo vệ chính trị I (A63) rồi Cục trưởng Cục Bảo vệ chính trị III (A64) thuộc Tổng cục An ninh, Bộ Nội vụ rồi Bộ Công an. Tại Cục Bảo vệ chính trị I, ông có nhiệm vụ chủ động phòng ngừa, phối hợp với các đơn vị nghiệp vụ thực hiện nhiệm vụ nắm tình hình, phát hiện, ngăn chặn tội phạm xâm nhập, bảo vệ an ninh chính trị, giữ gìn trật tự an toàn xã hội, tập trung chống gián điệp. Tại Cục Bảo vệ chính trị III, tiền thân là Phòng Trinh sát thuộc Vụ Bảo vệ chính trị, Bộ Công an, công tác tập trung vào việc điều tra khám phá, đàn áp các tổ chức, cá nhân bất đồng chính kiến ngoài nước.
Năm 2006, Tô Lâm được bổ nhiệm giữ chức Phó Tổng cục trưởng Tổng cục An ninh, Bộ Công an. Đến tháng 4 năm 2007, ông được Chủ tịch nước Nguyễn Minh Triết phong hàm Thiếu tướng. Năm 2009, Thủ tướng Nguyễn Tấn Dũng bổ nhiệm ông giữ chức Tổng cục trưởng Tổng cục An ninh I, Bộ Công an. Trong giai đoạn này, Thủ tướng Chính phủ Nguyễn Tấn Dũng cũng ban hành quy định chức năng nhiệm vụ quyền hạn và cơ cấu tổ chức của Bộ Công an. Theo đó, Bộ Công an kiện toàn lại tổ chức của Bộ và Tổng cục An ninh nhân dân được tách ra thành hai Tổng cục: Tổng cục An ninh I và Tổng cục An ninh II.

Từ tháng 2 đến tháng 8 năm 2010, Tô Lâm giữ chức Tổng cục trưởng Tổng cục An ninh I. Tháng 7 năm 2010, ông được Chủ tịch nước Nguyễn Minh Triết phong hàm Trung tướng, cùng đợt phong Thiếu tướng và Trung tướng với Phạm Minh Chính. Sau đó, ngày 12 tháng 8 năm 2010, Tô Lâm được Thủ tướng Chính phủ Nguyễn Tấn Dũng bổ nhiệm giữ chức vụ Thứ trưởng Bộ Công an. Ông chính thức kết thúc sự nghiệp hơn 30 năm ở Tổng cục An ninh.

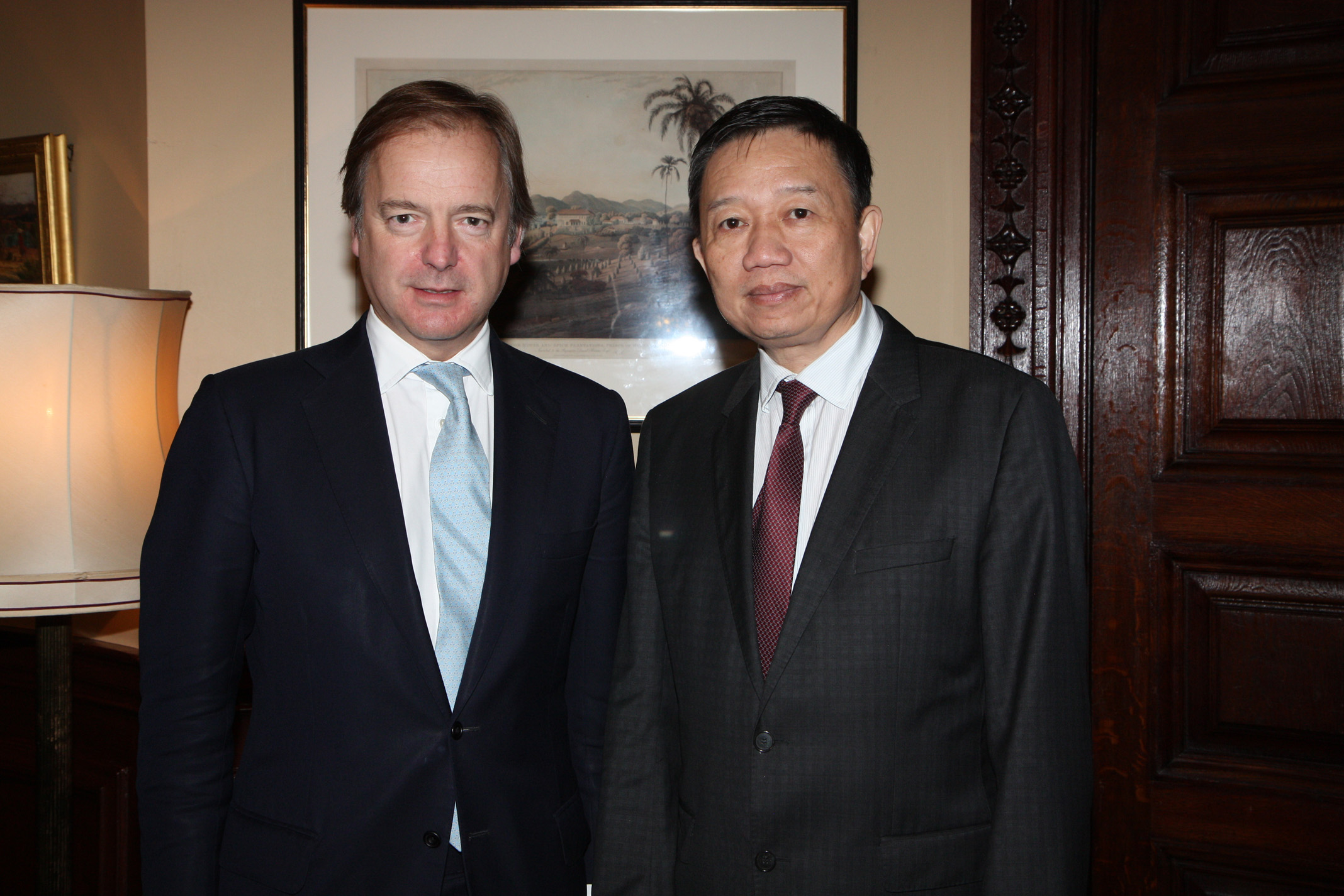
Ông Hugo Swire và thứ trưởng Tô Lâm, năm 2012

Tháng 1 năm 2011, tại Đại hội đại biểu toàn quốc lần thứ 11 của Đảng Cộng sản Việt Nam, Tô Lâm được bầu làm Ủy viên Ban Chấp hành Trung ương Đảng Cộng sản Việt Nam khoá XI. Ngày 16 tháng 9 năm 2014, ông được Chủ tịch nước Trương Tấn Sang thăng cấp hàm từ Trung tướng lên Thượng tướng. Bộ Chính trị cũng bổ nhiệm ông giữ vị trí Ủy viên Thường vụ Đảng ủy Công an Trung ương. Năm 2011, Trung tướng, Thứ trưởng Bộ Công an Tô Lâm tiếp Đại sứ Hoa Kỳ tại Việt Nam Ted Osius tại Hà Nội, với những trao đổi về tình hình chung của hai nước, qua đó hướng tới mục tiêu làm sâu sắc thêm mối quan hệ đối tác toàn diện. Theo Đài Tiếng nói Hoa Kỳ, Đại sứ Hoa Kỳ có đánh giá về ông:
"Ông Lâm cũng là nhân vật cứng rắn, nhưng thông minh và quan tâm tới việc tăng cường hợp tác với Hoa Kỳ trong một số lĩnh vực".
Vào ngày 26 tháng 1 năm 2016, tại Đại hội đại biểu toàn quốc lần thứ XII của Đảng Cộng sản Việt Nam, ông được bầu làm Ủy viên Ban Chấp hành Trung ương Đảng Cộng sản Việt Nam khóa XII, được Trung ương bầu vào Bộ Chính trị nhiệm kỳ 2016 – 2021.

### Đại biểu Quốc hội
Ngày 22 tháng 5 năm 2016, Tô Lâm lần đầu trúng cử Đại biểu Quốc hội năm 2016 ở đơn vị bầu cử số 02, tỉnh Bắc Ninh gồm có thị xã Từ Sơn và các huyện: Tiên Du, Yên Phong, được 269.938 phiếu, đạt tỷ lệ 95,16% số phiếu hợp lệ, cùng với đại biểu Nguyễn Nhân Chiến và Nguyễn Thị Ngọc Lan. Ông trở thành Đại biểu Quốc hội Việt Nam khóa XIV, thuộc Đoàn Đại biểu Quốc hội tỉnh Bắc Ninh.

## Bộ trưởng Bộ Công an

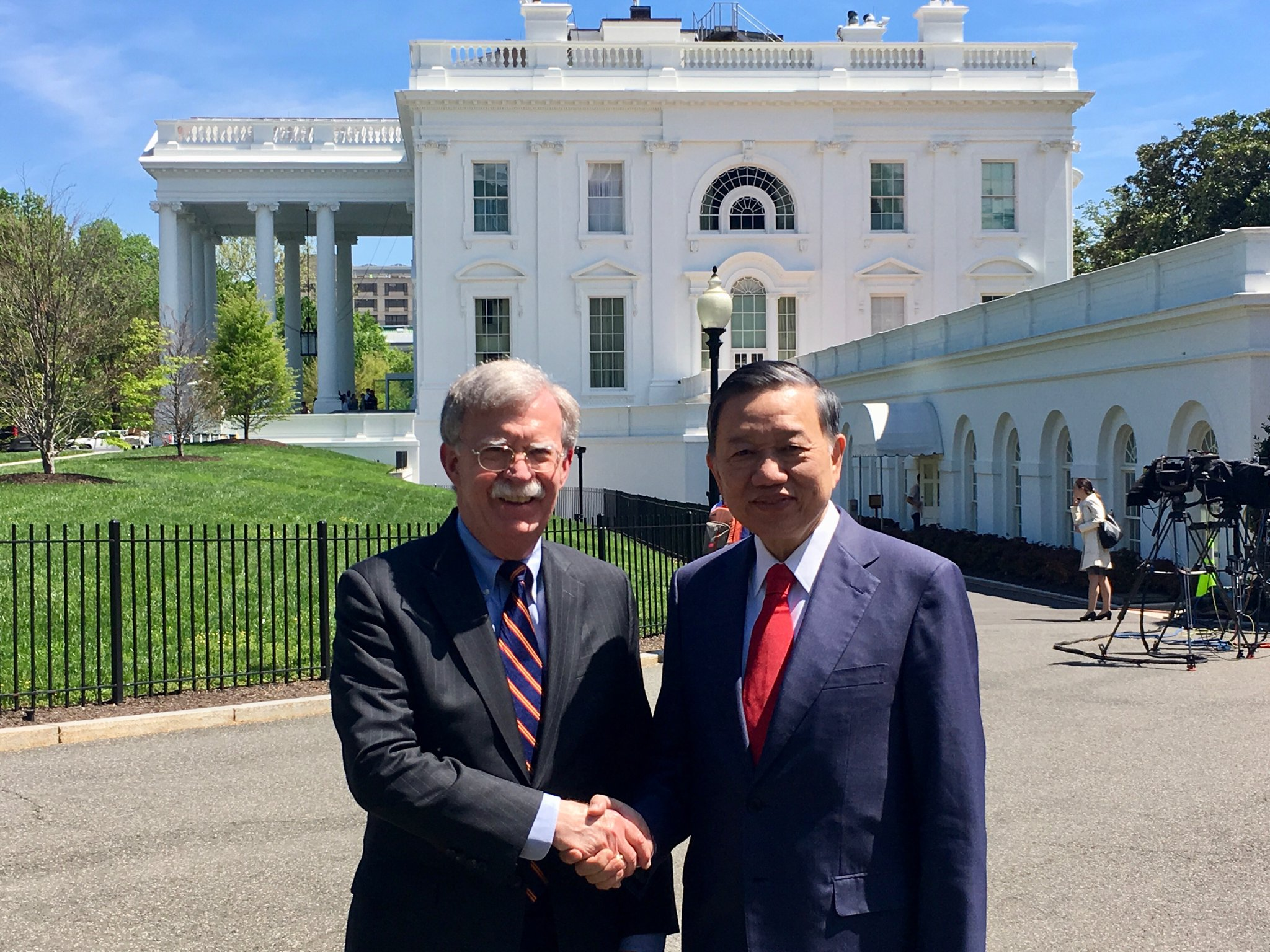
Cố vấn An ninh Quốc gia Hoa Kỳ John R. Bolton tiếp Đại tướng Tô Lâm tại Nhà Trắng năm 2019.

Ngày 9 tháng 4 năm 2016, tại kỳ họp thứ 11, Quốc hội khóa XIII phê chuẩn, Chủ tịch nước Trần Đại Quang bổ nhiệm ông giữ chức Bộ trưởng Bộ Công an. Ngày 13 tháng 4 năm 2016, Bộ Chính trị đã quyết định phân công Tô Lâm giữ chức Bí thư Đảng ủy Công an Trung ương. Ngày 28 tháng 7 năm 2016, tại kỳ họp thứ nhất của Quốc hội khóa XIV, đã phê chuẩn, Chủ tịch nước Trần Đại Quang bổ nhiệm ông giữ chức Bộ trưởng Bộ Công an của Chính phủ Việt Nam khóa XIV, nhiệm kỳ 2016 – 2021. Trong nhiệm kỳ mới này, ông trở thành lãnh đạo toàn diện và cao nhất của Công an nhân dân Việt Nam, công tác thuộc Chính phủ lãnh đạo bởi Thủ tướng Nguyễn Xuân Phúc, chịu trách nhiệm thực hiện chức năng quản lý Nhà nước về an ninh trật tự, an toàn xã hội; phản gián; điều tra phòng chống tội phạm; phòng cháy chữa cháy và cứu hộ; thi hành án hình sự, thi hành án không phải phạt tù, tạm giữ, tạm giam; bảo vệ, hỗ trợ tư pháp; quản lý Nhà nước các dịch vụ công trong ngành, lĩnh vực thuộc phạm vi quản lý nhà nước của Bộ.
Ngày 27 tháng 4 năm 2016, Tô Lâm được Bộ Chính trị bổ nhiệm kiêm giữ chức Phó Trưởng ban Chỉ đạo Trung ương về phòng, chống tham nhũng của Đảng Cộng sản Việt Nam, tham gia phụ tá, hỗ trợ Trưởng ban, Tổng Bí thư Nguyễn Phú Trọng trong công tác phòng chống tham nhũng.
Ngày 30 tháng 7 năm 2016, ông được Bộ Chính trị phân công giữ chức Trưởng Ban Chỉ đạo Tây Nguyên của Đảng Cộng sản Việt Nam. Đến ngày 11 tháng 10 năm 2017, tại Hội nghị Trung ương khóa XII lần thứ sáu, Ban Chấp hành Trung ương Đảng khóa XII đã thống nhất kết thúc hoạt động của các Ban Chỉ đạo Tây Bắc, Tây Nguyên, Tây Nam Bộ; ông được thôi giữ chức vụ này.
Ngày 29 tháng 1 năm 2019, Tô Lâm được Tổng Bí thư, Chủ tịch nước Nguyễn Phú Trọng thăng cấp bậc từ Thượng tướng lên Đại tướng cùng với Đại tướng Lương Cường, Chủ nhiệm Tổng cục Chính trị Quân đội nhân dân Việt Nam. Đến ngày 30 tháng 1 năm 2021, tại phiên bầu cử Trung ương, ông được bầu làm Ủy viên chính thức Ban Chấp hành Trung ương Đảng Cộng sản Việt Nam khoá XIII. Ngày 31, tại phiên họp đầu tiên của Trung ương Đảng khóa XIII, ông được bầu làm Ủy viên Bộ Chính trị Ban Chấp hành Trung ương Đảng Cộng sản Việt Nam khóa XIII.
Ngày 31 tháng 1 năm 2021, Tô Lâm được bầu lại vào Ban Chấp hành Trung ương Đảng Cộng sản Việt Nam khóa XIII, được Trung ương tái cử vào Bộ Chính trị. Ngày 28 tháng 7 năm 2021, tại kỳ họp thứ nhất của Quốc hội khóa XV, đã phê chuẩn, được Chủ tịch nước  bổ nhiệm ông giữ chức Bộ trưởng Bộ Công an của Chính phủ Việt Nam khóa XV, nhiệm kỳ 2021 – 2026.
Ngày 25 tháng 8 năm 2021, Thủ tướng Chính phủ Phạm Minh Chính ký Quyết định số 1438/QĐ-TTg, bổ nhiệm ông Tô Lâm làm Ủy viên Ban chỉ đạo Quốc gia phòng, chống dịch COVID-19, Trưởng Tiểu ban An ninh trật tự xã hội.

### Đối ngoại

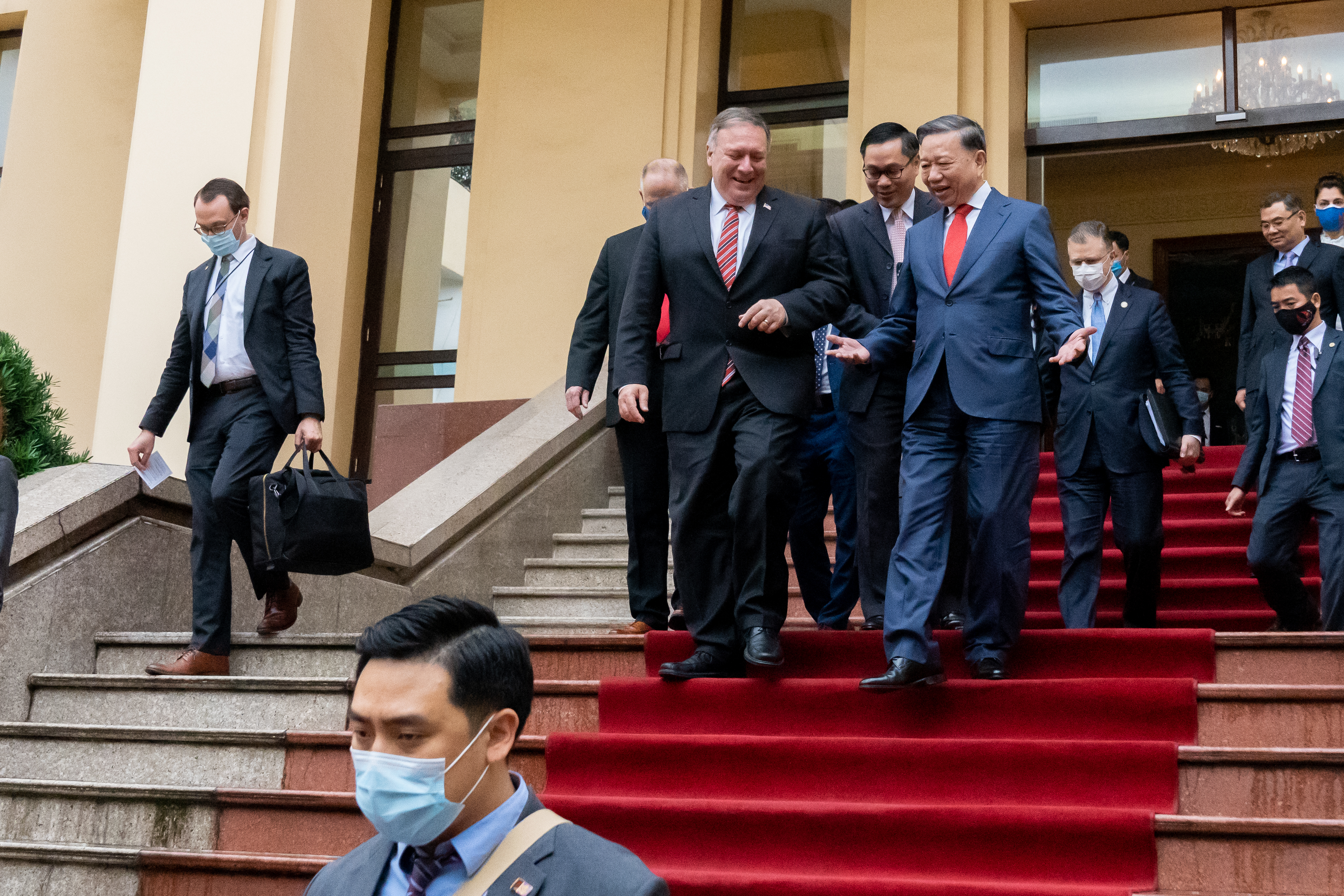
Đại tướng Tô Lâm đón tiếp Ngoại trưởng Hoa Kỳ Mike Pompeo tại Thủ đô Hà Nội năm 2020.

Trong nhiệm kỳ 2016 – 2021, Đại tướng Tô Lâm đại diện cho lực lượng công an Nhân dân Việt Nam tiếp đón đại diện quốc tế thăm Việt Nam, thực hiện các chuyến công du các nước đối tác, tăng cường quan hệ quốc tế, đẩy mạnh hội nhập trong giai đoạn mới, đảm bảo chủ quyền, bảo vệ đất nước.
Năm 2016, Tô Lâm tiếp đón đoàn Trung Quốc của Ủy viên Quốc vụ, Bộ trưởng Bộ Công an Quách Thanh Côn sang thăm ở Hà Nội, tổ chức hội nghị, tăng cường hợp tác chống tội phạm của cả hai nước. Đến năm 2017, ông cùng đoàn đại biểu sang thăm Slovakia, gặp gỡ Thủ tướng Robert Fico; cùng Phó Thủ tướng kiêm Bộ trưởng Nội vụ Slovakia Robert Kalinak ký Thỏa thuận hợp tác giữa Bộ Công an Việt Nam và Bộ Nội vụ Slovakia về tác đấu tranh phòng, chống tội phạm.

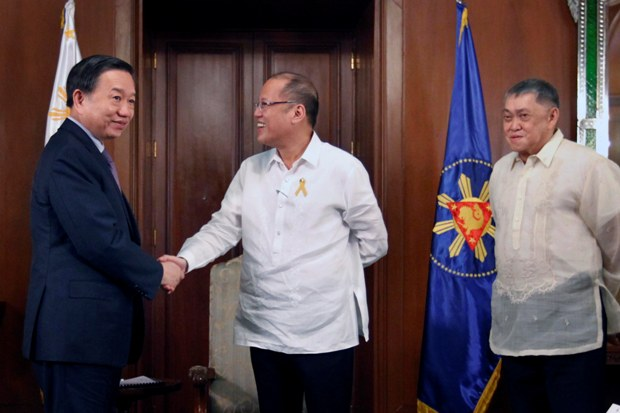
Tổng thống Philippines Benigno Aquino III đón tiếp Bộ trưởng Tô Lâm tại Điện Malacañang năm 2016.

Năm 2018, Tô Lâm sang thăm và làm việc tại Vương quốc Anh, cùng Bộ trưởng Nội vụ Anh Sajid Javid ký và trao Bản ghi nhớ giữa Chính phủ Cộng hòa xã hội chủ nghĩa Việt Nam và Chính phủ Liên hiệp Vương quốc Anh và Bắc Ireland về hợp tác phòng, chống mua bán người.
Năm 2019, ông cùng đoàn đại biểu sang thăm Hàn Quốc, gặp gỡ Thủ tướng Lee Nak-yon, Tổng Công tố Moon Moo-il, tăng cường hợp tác hai nước. Năm 2020, ông đã tới thăm các nước Đông Nam Á như sang Lào, gặp gỡ Thủ tướng Thongloun Sisoulith, cùng Bộ trưởng Bộ An ninh Lào Vilay Lakhamphong ký kết Kế hoạch triển khai Hiệp định hợp tác giữa hai bộ; sang Brunei, trao đổi tăng cường chia sẻ thông tin về tình hình tội phạm, an ninh truyền thống và phi truyền thống bao gồm phương thức, thủ đoạn và sự liên kết của các loại tội phạm có ảnh hưởng đến hai nước, nhất là tội phạm khủng bố, tội phạm sử dụng công nghệ cao, tội phạm ma túy, tội phạm kinh tế, tội phạm truy nã, đặc biệt cần tăng cường hợp tác trên lĩnh vực an ninh mạng.
Cuối năm 2020, Bộ trưởng Tô Lâm có buổi tiếp và làm việc với Đoàn đại biểu cấp cao Hoa Kỳ do Ngoại trưởng Mike Pompeo dẫn đầu trong khuôn khổ chuyến thăm chính thức Việt Nam nhân kỷ niệm 25 năm thiết lập quan hệ ngoại giao Việt Nam – Hoa Kỳ.
Ngày 31 tháng 1 năm 2021, tại Đại hội Đại biểu toàn quốc Đảng Cộng sản Việt Nam khóa XIII, ông tái đắc cử Ủy viên Bộ Chính trị nhiệm kỳ 2021-2026
Ngày 9 tháng 4 năm 2023 đến ngày 10 tháng 4 năm 2023, Tô Lâm đã có chuyến công du đến Ấn Độ. Trong cuộc gặp mặt với Cố vấn An ninh quốc gia Ấn Độ Ajit Kumar Doval, hai bên cam kết về việc thúc đẩy quan hệ Đối tác chiến lược toàn diện Việt Nam - Ấn Độ ngày càng sâu sắc, đặc biệt là trong các vấn đề chiến lược như an ninh, quốc phòng, góp phần duy trì hòa bình, thịnh vượng và ổn định của hai nước, khu vực và quốc tế.
Từ ngày 19 tháng 5 đến ngày 22 tháng 5 năm 2023, Bộ trưởng Tô Lâm đã có chuyến thăm đến Iran theo lời mời của Bộ trưởng Bộ Nội vụ Iran – Ahmad Vahidi. Hai bên đã nhất trí cần thúc đẩy hợp tác giữa hai Bộ trong lĩnh vực an ninh trật tự nhiều mặt, đẩy mạnh hợp tác trong lĩnh vực đào tạo, nâng cao năng lực nghiệp vụ và ngoại ngữ, ủng hộ lẫn nhau trên các diễn đàn quốc tế mà hai bên là thành viên. Bộ trưởng Tô Lâm đã có cuộc hội đàm với Bộ trưởng Tư pháp Iran, ông Amin Houssein Rahimi. Được sự ủy quyền của Chủ tịch nước Võ Văn Thưởng, cuối buổi hội đàm Tô Lâm và A.H.Rahimi đã ký Hiệp định dẫn độ và Hiệp định chuyển giao người bị kết án phạt tù giữa hai nước.
Ông Lâm cũng đã làm việc với Tổng Tư lệnh Cảnh sát quốc gia Ahmad Reza Radan nhằm xác định các hoạt động hợp tác cụ thể trong lĩnh vực phòng chống các loại tội phạm, đặc biệt là tội phạm có tổ chức, tội phạm xuyên quốc gia, tội phạm ma túy và tội phạm công nghệ cao. Ông cũng đã gặp Phó Tổng thống thứ nhất Iran – Mohammad Mokhber.

### Đề cử giữ chức Chủ tịch nước
Sau khi ông Võ Văn Thưởng từ chức Chủ tịch nước vào ngày 20 tháng 3 do phải "chịu trách nhiệm người đứng đầu", "vi phạm về quy định những điều đảng viên không được làm" và một số lý do khác; thì bà Võ Thị Ánh Xuân tạm quyền chức vụ Chủ tịch nước. Đến giữa cuối tháng 5, kỳ họp thường kỳ thứ 7 của Quốc hội Việt Nam khóa XV được diễn ra với giai đoạn đầu nhằm kiện toàn các chức danh đang còn trống. Tại kỳ họp này, Quốc hội vẫn chưa miễn nhiệm chức Bộ trưởng Bộ Công an với ông Tô Lâm; do vậy ông vẫn sẽ kiêm nhiệm chức vụ này nếu được bầu làm tân Chủ tịch nước. Trước khi bầu cử, tại Hội nghị Trung ương 9 vào ngày 18 tháng 5, Trung ương Đảng Cộng sản Việt Nam đã giới thiệu Tô Lâm cho chức danh Chủ tịch nước Cộng hòa xã hội chủ nghĩa Việt Nam. Quá trình bầu cử Chủ tịch Quốc hội được diễn ra trong ngày 20 tháng 5 năm 2024 và bầu cử Chủ tịch nước được diễn ra vào ngày 21 – 22 tháng 5 năm 2024.
Đến cuối phiên họp ngày 22 tháng 5, với 472/473 đại biểu tín nhiệm, chiếm tỉ lệ 99,79% tổng số đại biểu tham gia bầu cử, ông Tô Lâm chính thức trở thành Chủ tịch nước Việt Nam thứ 13.

## Lãnh đạo chủ chốt

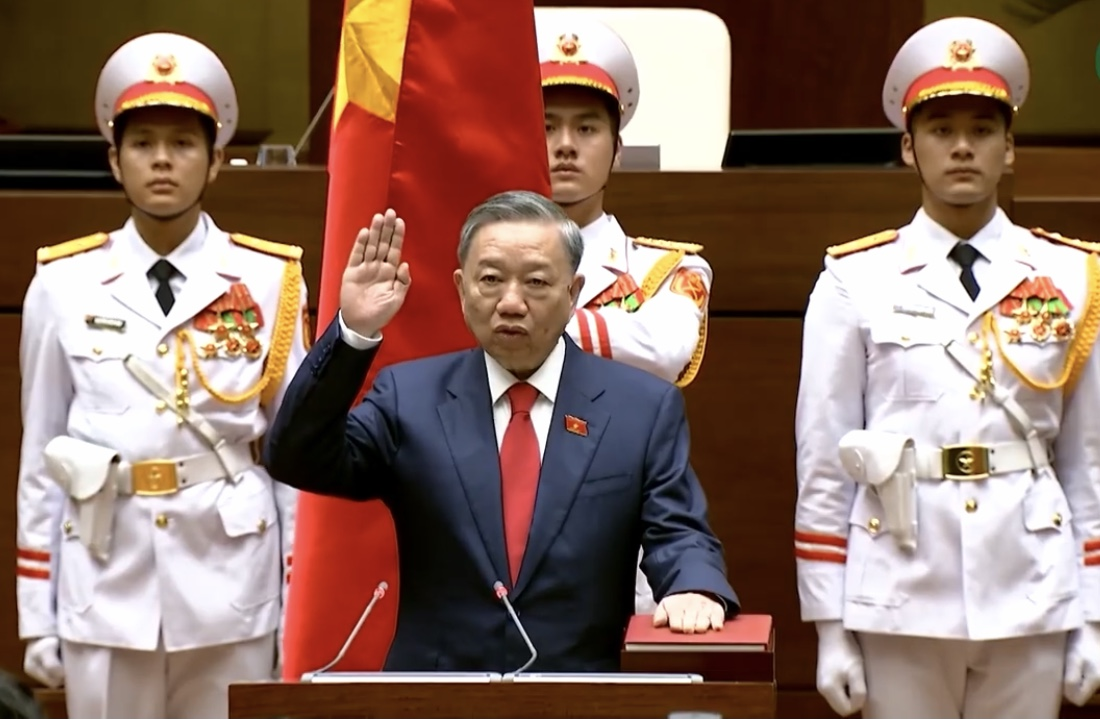
Tô Lâm tuyên thệ Chủ tịch nước, ngày 22 tháng 5 năm 2024

Sáng ngày 22 tháng 5 năm 2024, Quốc hội Việt Nam đã bầu Tô Lâm làm Chủ tịch nước với 472/473 đại biểu có mặt tán thành. Trong bài phát biểu nhậm chức, ông cam kết kiên quyết, kiên trì phòng, chống tham nhũng, tiêu cực; tiếp tục đường lối ngoại giao "cây tre Việt Nam"; đồng thời đẩy mạnh công cuộc đổi mới, hiện đại hoá đất nước. Tuy nhiên, sau cùng, Quốc hội đã miễn nhiệm chức Bộ trưởng Bộ Công an của ông, khác với các thông báo ban đầu tại họp báo trước đó. Sau khi ông được bầu giữ chức Chủ tịch nước, ông Lâm được nhiều nhà phân tích dự đoán sẽ trở thành Tổng bí thư khi sức khoẻ của ông Nguyễn Phú Trọng suy yếu dần và 2 ứng cử viên sáng giá là Võ Văn Thưởng và Vương Đình Huệ từ bỏ sự nghiệp chính trị vù bê bối tham nhũng.
Ngày 18 tháng 7 năm 2024, theo thông báo từ Bộ Chính trị Việt Nam để Tổng Bí thư Nguyễn Phú Trọng "tập trung điều trị tích cực", cơ quan này đã phân công ông Tô Lâm điều hành công việc của Ban Chấp hành Trung ương Đảng, Bộ Chính trị, Ban  thư theo "trách nhiệm, quyền hạn được Bộ Chính trị quy định". Từ ngày 19 tháng 7 năm 2024, ông Lâm chính thức tạm thời điều hành công việc của Ban Chấp hành Trung ương Đảng, Bộ Chính trị và Ban Bí thư sau khi Tổng Bí thư Nguyễn Phú Trọng qua đời cho đến khi Trung ương Đảng bầu ra Tổng Bí thư mới.
Sáng ngày 03 tháng 8 năm 2024, tại Hội nghị bất thường của Ban Chấp hành Trung ương Đảng Cộng sản Việt Nam khóa XIII, ông được bầu làm Tổng Bí thư Ban Chấp hành Trung ương Đảng Cộng sản Việt Nam khóa XIII "với số phiếu tuyệt đối". Trong cùng ngày, tân Tổng Bí thư Tô Lâm đã chủ trì một cuộc họp báo, cam kết tiếp nối các di sản của cố Tổng Bí thư Nguyễn Phú Trọng, đặc biệt là công cuộc đốt lò và ngoại giao cây tre.
Ngày 21 tháng 10 cùng năm, Quốc hội thông qua Nghị quyết bầu Lương Cường lên làm Chủ tịch nước thứ 13, thay thế Tô Lâm để đảm bảo truyền thống lãnh đạo tập thể của Đảng là không nhất thể hóa hay giao 2 chức danh cao nhất là Tổng Bí thư và Chủ tịch nước cho 1 người nắm giữ. Do đó, Tô Lâm cũng trở thành Chủ tịch nước có nhiệm kỳ ngắn nhất Việt Nam, chỉ sau 5 tháng cầm quyền; tuy nhiên, ông vẫn là nhà lãnh đạo tối cao trên thực tế của Việt Nam với vai trò Tổng Bí thư.

### Đối nội

#### Cải cách tinh gọn bộ máy
Vào ngày 5 tháng 11 năm 2024, bài viết của Tô Lâm về xây dựng hệ thống chính trị với tiêu đề "Tinh - Gọn - Mạnh - Hiệu năng - Hiệu lực - Hiệu quả" được đăng tải và công bố rộng rãi trên báo chí và các phương tiện truyền thông đại chính khắp Việt Nam. Bài viết này được coi là thời điểm bắt đầu công cuộc cải cách tinh gọn bộ máy của chính quyền Việt Nam.
Công cuộc cải cách tinh gọn bộ máy được đặt nền tảng bởi Nghị quyết số 18–NQ/TW năm 2017, đã được thực hiện nhưng với quy mô không lớn và không quyết liệt. Trên thực tế, trong giai đoạn 2016 - 2020, nhiều vấn đề như sáp nhập tỉnh thành, cấp huyện và cấp xã hay hợp nhất các đoàn thể vào Mặt trận Tổ quốc đã được đưa ra thảo luận rất nhiều lần tại nhiều cơ quan nhưng tiến độ thực hiện rất chậm hoặc không thực hiện. Tuy nhiên, cũng trong giai đoạn này là khi ông Tô Lâm vẫn còn giữ chức Bộ trưởng Bộ Công an đã chứng kiến một đợt tinh gọn lớn trong Bộ Công an khi cơ quan này cũng đã từng tinh gọn 6 tổng cục, gần 60 đơn vị cấp cục và gần 300 đơn vị cấp phòng. Đây được chính quyền xem như "kinh nghiệm quan trọng" trong việc sắp xếp bộ máy.
Chỉ ít ngày sau bài viết của Tô Lâm, Ban Chỉ đạo thực hiện Nghị quyết 18-NQ/TW về sắp xếp bộ máy tinh gọn, hiệu quả được thành lập. Sau một thời gian ngắn, đến tháng 2 và tháng 3 năm 2025, công cuộc tinh gọn nhiều cơ quan Đảng, Quốc hội và Chính phủ đã cơ bản hoàn tất, với nhiều cơ quan bị giải thể, sáp nhập và nhiều chức năng, nhiệm vụ được chuyển giao giữa các cơ quan để tránh tình trạng chồng chéo trong chức năng chuyên môn; đồng thời, các địa phương cũng thực hiện tinh gọn bộ máy tương tự như cấp trung ương nhằm đảm bảo sự đồng bộ trong quản lý và vận hành. Trừ Bộ Quốc phòng, tất cả các Tổng cục tại tất cả các bộ, cơ quan đều đồng loạt bị hạ xuống ngang cấp Cục, dẫn đến nhiều thay đổi trong bộ máy quản lý từ trung ương tới địa phương của nhiều ngành như Thuế, Hải quan, Thống kê,...
Ngày 28 tháng 2 năm 2025, chỉ ít ngày sau khi hoàn tất quá trình tinh gọn các cơ quan, Bộ Chính trị, Ban Bí thư do Tô Lâm đứng đầu đã ban hành Kết luận 127-KL/TW với nội dung căn bản là nghiên cứu sáp nhập nhiều tỉnh thành, bỏ cấp huyện, tinh gọn bộ máy tại các cơ quan đoàn thể, xây dựng hệ thống tòa án và viện kiểm sát không cấp huyện (tương tự như hệ thống công an khi bỏ công an cấp huyện trên cả nước vào ngày 1 tháng 3 theo Kết luận 121-KL/TW), tinh gọn bộ máy trong Quân đội,... Nhằm thực hiện các nội dung này, Kết luận 127 thậm chí còn chỉ đạo rà soát, sửa đổi, bổ sung các quy định của Đảng, Hiến pháp, pháp luật của Nhà nước hay tạm dừng tổ chức đại hội đảng bộ cấp xã, cấp huyện trên cả nước.

#### Phát triển khoa học, công nghệ
Vào ngày 22 tháng 12 năm 2024, Tổng Bí thư Tô Lâm đã ký ban hành Nghị quyết số 57-NQ/TW của Bộ Chính trị về đột phá phát triển khoa học, công nghệ, đổi mới sáng tạo và chuyển đổi số quốc gia. Ngày 13 tháng 1 năm 2025, Hội nghị toàn quốc về đột phá phát triển khoa học, công nghệ, đổi mới sáng tạo và chuyển đổi số quốc gia được tổ chức trọng thể tại Hà Nội. Hội nghị này đã công bố thành lập Ban Chỉ đạo Trung ương về phát triển khoa học, công nghệ, đổi mới sáng tạo và chuyển đổi số trực thuộc Bộ Chính trị do đích thân Tô Lâm làm Trưởng ban.

### Đối ngoại

#### Nga, Trung Quốc và Hoa Kỳ

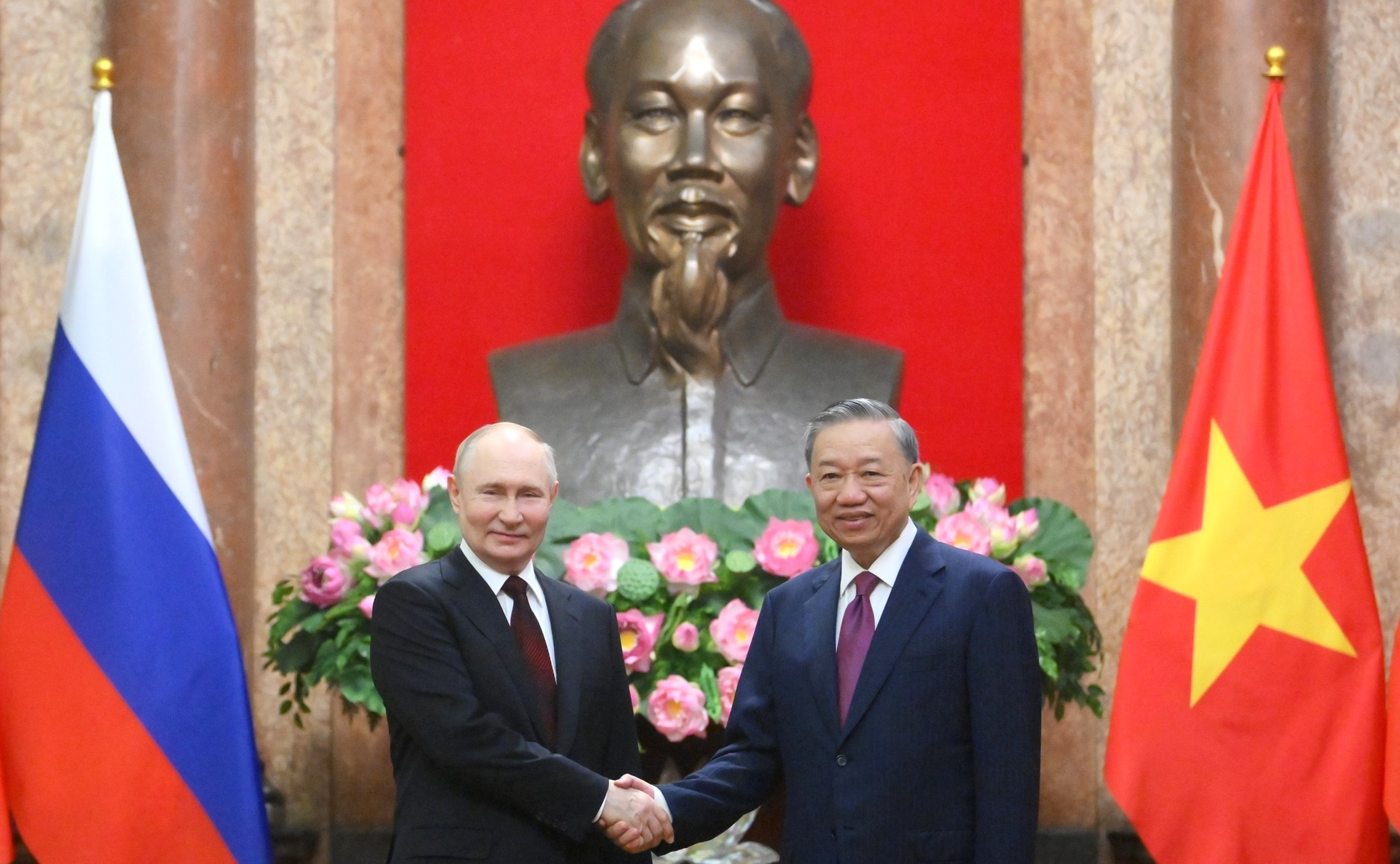
Tô Lâm và Vladimir Putin tại Hà Nội, ngày 20 tháng 6 năm 2024

Ngày 19 tháng 6 năm 2024, Tổng thống Nga Vladimir Putin đến thăm Việt Nam theo lời mời của Tổng Bí thư Nguyễn Phú Trọng. Thay mặt Đảng, Nhà nước, Chủ tịch nước Tô Lâm chủ trì lễ đón Tổng thống Putin đến Việt Nam và tham gia hàng loạt các hoạt động tại Phủ Chủ tịch, Nhà Hát Lớn. Trong chuyến thăm, Putin cảm ơn Việt Nam vì "lập trường trung lập" về Chiến dịch quân sự đặc biệt của Nga tại Ukraina.
Không lâu sau khi nhậm chức Tổng Bí thư, Tô Lâm thăm chính thức Trung Quốc. Ngày 18 tháng 8 năm 2024, ông đến Quảng Đông, có các cuộc gặp mặt với lãnh đạo tỉnh này cũng như tham quan các di tích cách mạng gắn liền với Chủ tịch Hồ Chí Minh trong thời gian hoạt động ở Trung Quốc. Sang ngày hôm sau, ông có cuộc gặp mặt với các lãnh đạo Trung Quốc như Tập Cận Bình, Lý Cường, Triệu Lạc Tế và Vương Hỗ Ninh. Chuyến thăm được đánh giá là đã thành công tốt đẹp trên mọi phương diện, góp phần thúc đẩy quan trọng đối với việc xây dựng Cộng đồng chia sẻ tương lai Việt Nam - Trung Quốc.

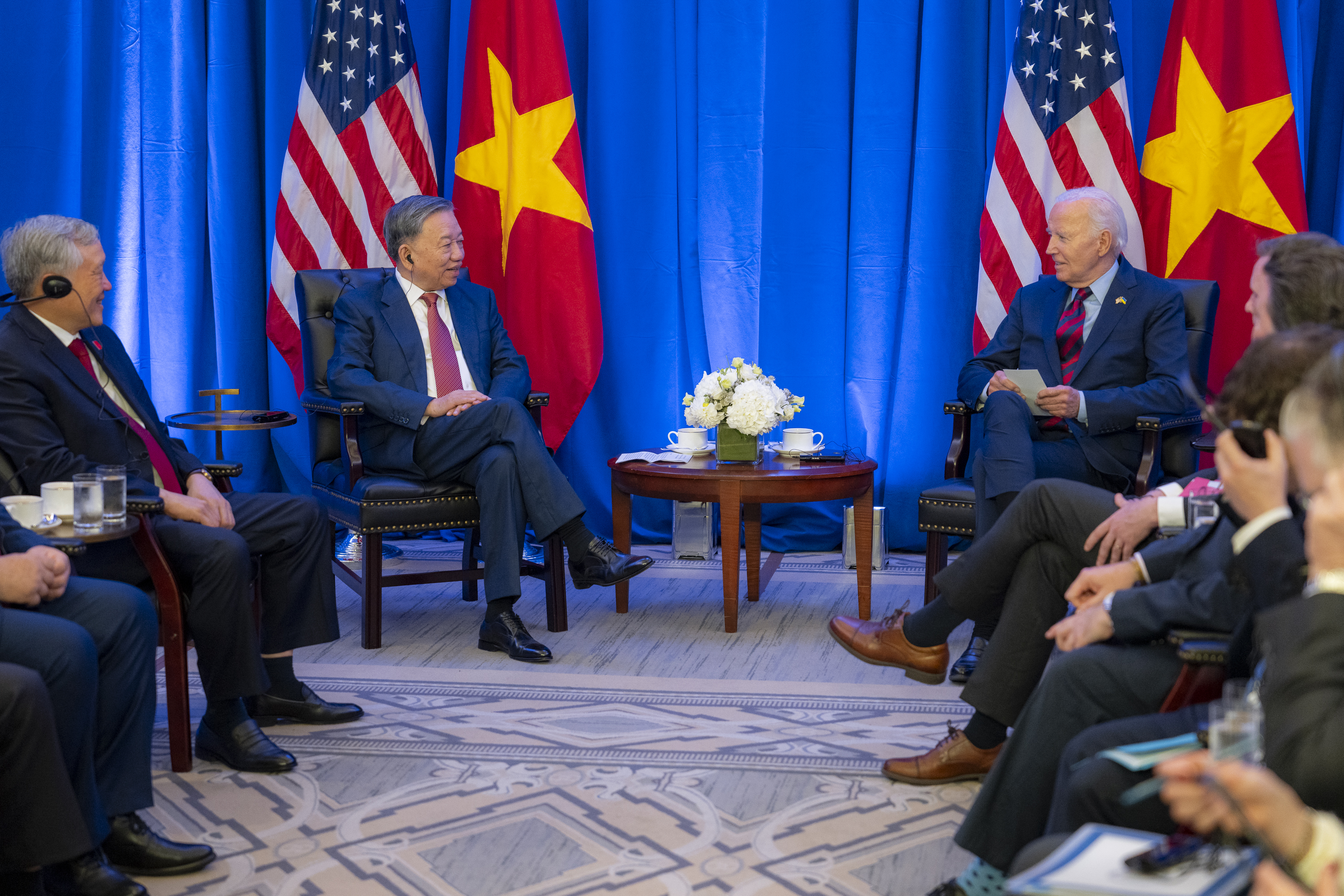
Tô Lâm gặp Joe Biden ngày 25 tháng 9 năm 2024

Từ ngày 21 đến 25 tháng 9 năm 2024, Tổng Bí thư, Chủ tịch nước Tô Lâm dự Hội nghị Thượng đỉnh Tương lai, Phiên thảo luận chung cấp cao Đại Hội đồng Liên hợp quốc khóa 79 và làm việc tại Hoa Kỳ. Tại đây, ông có dịp được gặp gỡ nhiều nguyên thủ nước ngoài mà đặc biệt là Tổng thống Hoa Kỳ Joe Biden.

#### Nâng cấp quan hệ lên Đối tác chiến lược toàn diện với hàng loạt quốc gia
Trong nhiệm kỳ của Tô Lâm, Việt Nam đã nâng cấp quan hệ lên đối tác chiến lược toàn diện - cấp quan hệ cao nhất của Việt Nam - với hàng loạt quốc gia trong thời gian ngắn. Đầu tiên là với Pháp khi mà nhân chuyến thăm chính thức nước này từ ngày 6 đến ngày 7 tháng 10 năm 2024, Tổng Bí thư, Chủ tịch nước Tô Lâm và Tổng thống Pháp Emmanuel Macron đã ký "Tuyên bố chung về quan hệ Đối tác chiến lược Toàn diện Việt Nam - Pháp". Pháp cũng trở thành nước đầu tiên trong Liên minh châu Âu có quan hệ Đối tác chiến lược toàn diện với Việt Nam.
Tô Lâm bắt đầu chuyến thăm cấp nhà nước kéo dài hai ngày tới Ireland vào ngày 2 tháng 10 năm 2024, gặp gỡ Tổng thống Michael D. Higgins và phu nhân, Sabina, tại dinh thự tổng thống nước sở Áras an Uachtaráin. Hai nhà lãnh đạo đã có các cuộc hội đàm sâu rộng trong chuyến thăm cấp nhà nước đầu tiên tới Ireland của tân Tổng bí thư Việt Nam, đáp lại chuyến thăm lần đầu Higgins tới Việt Nam dưới vai trò tổng thống Ireland vào năm 2016. Tô Lâm đã trở lại Áras dự buổi tiệc tối cấp nhà nước cùng với các thành viên thuộc cộng đồng người Việt gốc Ireland.
Ngày 21 tháng 11 năm 2024, nhân chuyến thăm chính thức của Tổng Bí thư Tô Lâm tới Malaysia theo lời mời của Thủ tướng Anwar Ibrahim, hai bên đã thống nhất nâng cấp quan hệ Việt Nam-Malaysia lên Đối tác chiến lược toàn diện. Chiều ngày 26 tháng 2 năm 2025, nhân chuyến thăm của Thủ tướng New Zealand Christopher Luxon tới Việt Nam từ ngày 25 đến 28 tháng 2 năm 2025 để tham dự Diễn đàn Tương lai ASEAN, Thủ tướng Phạm Minh Chính và Thủ tướng Christopher Luxon đã có cuộc hội đàm hai bên và đưa ra tuyên bố chung thống nhất nâng cấp quan hệ song phương lên mức Đối tác Chiến lược Toàn diện. Chiều ngày 10 tháng 3 năm 2025, nhân chuyến thăm cấp nhà nước của Tổng Bí thư Tô Lâm tới Indonesia theo lời mời của Tổng thống Prabowo Subianto, hai bên đã đưa ra tuyên bố chung thống nhất nâng cấp quan hệ đối tác chiến lược từ 2013 lên Đối tác Chiến lược Toàn diện, "đưa quan hệ hai nước bước vào kỷ nguyên hợp tác mới, sâu sắc, toàn diện và thực chất hơn, vì lợi ích của nhân dân".
Ngày 12 tháng 3 năm 2025, nhân chuyến thăm nhà nước của Tổng Bí thư Tô Lâm tới Singapore theo lời mời của Thủ tướng Hoàng Tuần Tài, hai bên đã nhất trí nâng quan hệ song phương hai nước lên Đối tác chiến lược toàn diện. Cùng ngày, ông và vợ đã tới dự Lễ đặt tên hoa lan tại Vườn Lan quốc gia thuộc Vườn bách thảo Singapore. Theo đó, Singapore quyết định đặt tên của loài hoa mới này là "Papilionanda Tô Lâm Linh Ly".

## Thành tích

### Các vụ án lớn
Vụ Trịnh Xuân Thanh: Trịnh Xuân Thanh, nguyên Đảng viên Đảng Cộng sản Việt Nam, nguyên Tỉnh ủy viên, Phó Chủ tịch Ủy ban nhân dân tỉnh Hậu Giang và Đại biểu Quốc hội khóa XIV. Năm 2016, Trịnh Xuân Thanh bị điều tra và kết luận có nhiều khuyết điểm, vi phạm nghiêm trọng trong thời gian công tác tại Tổng Công ty cổ phần Xây lắp Dầu khí Việt Nam; bị Cơ quan Cảnh sát điều tra, Bộ Công an ra Quyết định khởi tố bị can về tội cố ý làm trái quy định của Nhà nước về quản lý kinh tế gây hậu quả nghiêm trọng; đồng thời ra Lệnh bắt tạm giam và Lệnh khám xét đối với Trịnh Xuân Thanh. Sau khi xác định Trịnh Xuân Thanh đã bỏ trốn, Bộ Công an ra Quyết định truy nã toàn quốc và truy nã quốc tế đối với Trịnh Xuân Thanh. Bộ trưởng Tô Lâm đã chỉ đạo việc bắt giữ Trịnh Xuân Thanh, giải quyết vụ án hình sự đặc biệt này. Các nhà điều tra Đức và cảnh sát Slovakia đã cáo buộc Bộ trưởng Tô Lâm chỉ đạo bắt giữ nhân vật từ Đức bằng việc hợp tác quốc tế với Slovakia và Nga. Theo chính quyền Đức và Slovakia, vụ bắt cóc Trịnh Xuân Thanh xảy ra trong một chuyến công du của Tô Lâm vào tháng 7 năm 2017 và việc này đã ảnh hưởng quan hệ ngoại giao của Việt Nam với Đức và Slovakia.
Vụ án lãnh đạo cấp cao: từ năm 2016, ông được giao chức vụ Bộ trưởng Bộ Công an kiêm Phó Trưởng ban Phòng chống tham nhũng Trung ương, phụ tá Tổng Bí thư Nguyễn Phú Trọng, Đại tướng Tô Lâm đã chỉ đạo công an trong việc điều tra, xử lý, khởi tố chống tham nhũng, vi phạm nghiêm trọng trong đó có nhiều vụ án lớn, mang tính quốc gia. Có thể kể đến vụ án Đinh La Thăng: khởi tố, xét xử, kết án 30 năm tù đối với nguyên Ủy viên Bộ Chính trị, Bí thư Thành ủy Thành phố Hồ Chí Minh Đinh La Thăng do những sai phạm quản lý kinh tế khi giữ chức Chủ tịch Tập đoàn Dầu khí Việt Nam; vụ án nguyên Bộ trưởng Bộ Thông tin và Truyền thông Nguyễn Bắc Son và Trương Minh Tuấn về tội vi phạm quy định về quản lý, sử dụng vốn đầu tư công gây hậu quả nghiêm trọng và tội nhận hối lộ, lần lượt chịu chịu tù chung thân và 14 năm tù; vụ án nguyên Chủ tịch Ủy ban nhân dân thành phố Hà Nội Nguyễn Đức Chung bị bắt giữ, điều tra về tội chiếm đoạt tài liệu bí mật Nhà nước. Năm 2022, ông và bộ Công an đã tiến hành điều tra hai bê bối lớn liên quan đến các chuyến bay giải cứu và bê bối tại công ty Việt Á làm nhiều quan chức bị điều tra và bỏ tù.
Vụ tấn công 2 trụ sở Ủy ban nhân dân xã tại Đắk Lắk 2023: tại buổi thảo luận ở Quốc hội ngày 20 tháng 6, Tô Lâm nhận định: Vụ việc ở Đắk Lắk cho thấy không thể coi thường an ninh ở cơ sở.

## Đời tư
Ông kết hôn lần thứ hai với nhà báo, họa sĩ Ngô Phương Ly, là người con thứ ba của Nghệ sĩ Nhân dân Ngô Mạnh Lân và Nghệ sĩ nhân dân Phan Ngọc Lan.  Không rõ người vợ đầu tiên của ông.

## Tranh cãi

### Ăn uống tại nhà hàng Salt Bae
Vào đầu tháng 11 năm 2021, một đoạn video được đăng trên tài khoản TikTok của đầu bếp nổi tiếng Nusret Gökçe, còn được biết với biệt danh "Salt Bae". Đoạn clip này, sau đó đã bị gỡ bỏ, cho thấy Tô Lâm đang ăn uống tại nhà hàng đắt đỏ của Salt Bae ở Luân Đôn, được cho là trong chuyến công du tại Hội nghị thượng đỉnh về biến đổi khí hậu của Liên Hợp Quốc năm 2021. Trong clip, Tô Lâm được đầu bếp Gökçe tận tay đút một miếng thịt bò có dát vàng vào miệng, sau đó ông dơ ngón cái lên biểu thị sự khen ngợi.
Không rõ bữa ăn do ai chi trả, nhưng theo các tờ báo quốc tế, sự kiện này đã gây phẫn nộ với nhiều người Việt Nam trên mạng. Họ cho rằng đây là bữa ăn xa xỉ, với giá món thịt bò dát vàng còn cao hơn một tháng lương của vị bộ trưởng, trong bối cảnh Việt Nam đang chịu thiệt hại nặng nề do đại dịch COVID-19 gây ra với hàng triệu người đang gặp khó khăn. Giá món thịt bò 'dát vàng' Golden Tomahawk được cho khoảng 850 bảng Anh, tương đương gần 1.200 đôla một phần. Tuy nhiên theo tờ Independent thì phần thịt bò của Bộ trưởng Công An, Tô Lâm có giá 1.450 bảng Anh, tương đương gần 2.000 đôla. Thông tin một viên chức cộng sản ăn uống tại một nhà hàng nổi tiếng xa xỉ đã được đăng trên nhiều cơ quan truyền thông ở nhiều nước, với một số nguồn nêu lên sự tương phản giữa việc này với hành động ông dâng hoa tại mộ Karl Marx trước đó.
Dù thu hút nhiều quan tâm từ truyền thông quốc tế, báo chí Việt Nam không nói gì về vụ này. Trên mạng xã hội Facebook, từ khóa "#saltbae" đã bị chặn truy cập vài ngày trên toàn thế giới, và đến ngày 9 tháng 11 mới được truy cập lại, nhưng Facebook không nêu lý do chặn cụm từ này và không cho biết có bị chính phủ Việt Nam yêu cầu gỡ bỏ nội dung video hay không. Cũng vào ngày 16 tháng 11 năm 2021, một công dân sống tại Đà Nẵng là Bùi Tuấn Lâm đã bị công an nhiều lần gửi giấy triệu tập không rõ lý do sau khi đăng tải một video lên trên trang Facebook cá nhân nhại lại điệu bộ của đầu bếp Nusret Gökçe.

### Ban hành mẫu hộ chiếu mới
Ngày 1 tháng 7 năm 2022, Bộ Công an triển khai cấp hộ chiếu phổ thông không gắn chip theo mẫu mới cho công dân Việt Nam ở trong nước và công dân Việt Nam đang ở nước ngoài. Ngày 27 tháng 7 năm 2022, Đại sứ quán Đức tại Việt Nam đã ra thông báo cho hay, cơ quan đại diện Đức không thể cấp thị thực vào hộ chiếu phổ thông Việt Nam theo mẫu mới màu xanh tím than do hộ chiếu này không có thông tin về nơi sinh. Cơ quan này xin lỗi về sự bất tiện và cho biết sẽ thông báo lại nếu tình hình thay đổi. Thông báo nhấn mạnh: “Nếu quý vị đã được cấp thị thực (với mẫu hộ chiếu mới), chúng tôi khẩn thiết khuyên quý vị không nên đến Đức. Bởi vì có nguy cơ quý vị sẽ bị từ chối cho nhập cảnh tại biên giới.” Các cửa khẩu xuất nhập cảnh của Đức có dán thông báo nêu rõ, người Việt Nam mang hộ chiếu mẫu mới sẽ không được cấp thị thực vào Đức. Những nước Schengen khác, nếu cấp thị thực cho người Việt Nam mang loại hộ chiếu này, phải loại trừ Đức là nơi được đến hoặc quá cảnh. Ngày 29 tháng 7, đại sứ quán Việt Nam tại Đức thông báo, sẽ cấp giấy xác nhận nơi sinh để công dân Việt Nam xuất trình kèm theo hộ chiếu mới.
Tại Phiên họp thứ 14, Quốc hội Việt Nam khóa XV, sáng ngày 10 tháng 8 năm 2022, trả lời chất vấn của đại biểu Nguyễn Hữu Thông (Bình Thuận), Bộ Công an nhận trách nhiệm về việc cấp hộ chiếu mới không có nơi sinh, nhưng cho rằng :"Hộ chiếu mới chúng ta đưa ra được đa số các nước trên thế giới chấp nhận. Có 3 nước không chấp nhận là Đức, Cộng hòa Séc và Tây Ban Nha nhưng gần đây Tây Ban Nha đã chấp nhận hộ chiếu của chúng ta. Hộ chiếu mới phù hợp với thông lệ quốc tế. Hiện nay nhiều nước trên thế giới đều sử dụng mẫu này và đều không có nơi sinh." Cũng theo ông, để giải quyết vấn đề trên, đồng thời tạo điều kiện thuận lợi cho công dân Việt Nam khi làm thủ tục xin thị thực vào các nước trong khu vực Schengen gồm 26 quốc gia Châu Âu, Bộ trưởng cho biết Bộ Công an đã thống nhất với Bộ Ngoại giao trước mắt tiến hành bị chú “nơi sinh” vào hộ chiếu mẫu mới cho công dân khi công dân có đề nghị. Về lâu dài, nếu cần bổ sung nơi sinh, Bộ sẽ đề xuất, báo cáo Chính phủ, thống nhất với các cơ quan liên quan, báo cáo Quốc hội sửa Luật xuất nhập cảnh, trong đó bổ sung việc này."

## Lịch sử thụ phong quân hàm
| Năm thụ phong | 1980     | 1983      | 1987   | 1991     | 1995     | 1999      | 2003   | 2007        | 2010        | 2014         | 2019      |
| ------------- | -------- | --------- | ------ | -------- | -------- | --------- | ------ | ----------- | ----------- | ------------ | --------- |
| Cấp hiệu      |          |           |        |          |          |           |        |             |             |              |           |
| Tên cấp hiệu  | Trung úy | Thượng úy | Đại úy | Thiếu tá | Trung tá | Thượng tá | Đại tá | Thiếu tướng | Trung tướng | Thượng tướng | Đại tướng |

## Khen thưởng
- 3 Huân chương Quân công hạng Nhất (05/2014, 07/2015, 12/2020).[122]
- Huân chương Quân công hạng Ba (07/2011).[123]
- 2 Huân chương Chiến công hạng Nhất (01/2002, 09/2008).
- Huân chương Chiến công hạng Nhì (05/2007).
- Huân chương Chiến công hạng Ba (03/2007).
- Huy chương Quân kỳ quyết thắng.
- Huân chương Chiến sĩ vẻ vang hạng Nhất.
- Huân chương Chiến sĩ vẻ vang hạng Nhì.
- Huân chương Chiến sĩ vẻ vang hạng Ba.
- Huân chương Tự do hạng Nhất của CHDCND Lào (2017).
- Huy chương Vì an ninh Tổ quốc (2002).
- Huân chương Lao động hạng Nhất của CHDCND Lào (2017).
- Huân chương José Martí của Cộng hòa Cuba (2024)[124]
- Huân chương Hữu nghị hạng Nhất của Cộng hòa Kazakhstan (2025)[125]

## Sách
1. Tô Lâm, Tư tưởng Hồ Chí Minh về Công an nhân dân, Nhà xuất bản Chính trị Quốc gia, 2015.[126]
2. Tô Lâm, Tư tưởng Hồ Chí Minh về cán bộ và công tác cán bộ Công an nhân dân, Nhà xuất bản Chính trị Quốc gia, 2017.
3. Tô Lâm, Quần chúng nhân dân – nhân tố quyết định thắng lợi cuộc đấu tranh bảo vệ an ninh, trật tự, Nhà xuất bản Công an Nhân dân, 2017.[127]
4. Tô Lâm, Tư tưởng Hồ Chí Minh về vai trò của nhân dân trong sự nghiệp bảo vệ an ninh, trật tự, Nhà xuất bản Công an Nhân dân, 2017.
5. Tô Lâm, Công an nhân dân Việt Nam với tác phẩm tư cách người công an cách mệnh của Hồ Chí Minh, Nhà xuất bản Chính trị Quốc gia Sự thật, 2018.[128]